# Issa Issa
Issam Al-Edrissi (arabul: عصام الإدريسي; Bejrút, 1984. szeptember 12. –) libanoni labdarúgó, a német KFC Uerdingen 05 középpályása.